# 经济资本
经济资本（英語：Economic capital）是金融领域（主要是金融服务业）的概念，指持续经营的企业根据自身需要承担的，正在经营或收集的风险的实际情况（如市场风险、信用风险、法律风险、操作风险等）而评估的风险资本。这是确保企业在最坏的情况下能够生存所需的资金。企业和金融服务监管机构应以持有大于等于经济资本的风险资本为目标。